# Ģirts Ankipāns
Ģirts Ankipāns (Riga, 29 novembre 1975) è un ex hockeista su ghiaccio lettone.

## Carriera
Nel corso della sua carriera ha indossato, tra le altre, le maglie di Lillehammer IK (1997/98), HK Riga 2000 (2001/02, 2003-2006, 2006-2008), EV Füssen (2001-2002) e HC Dinamo Minsk (200-2007).
Con la nazionale lettone ha partecipato a tre edizioni dei campionati mondiali (2003, 2005 e 2009) e ai Giochi olimpici invernali 2006.